# مارتين دي خيسوس كاستيلو
مارتين دي خيسوس كاستيلو (بالإسبانية: Martín de Jesús Castillo)‏ هو لاعب كرة قدم مكسيكي في مركز الدفاع، ولد في 9 يونيو 1988. لعب مع Alebrijes de Oaxaca ‏.